# SNCV Groupe de Charleroi
 (décembre 2019).
Le groupe de Charleroi est un ancien réseau de tramway exploité par la Société nationale des chemins de fer vicinaux (SNCV). Le réseau était construit à voie métrique.

## Histoire

### Années1950

#### La liaison Courcelles - Souvret (1952)
Au cours de l'année 1952, la SNCV met en service une nouvelle section entre Souvret Forrière et Courcelles Trieu (capital 202), mise en service en deux étapes, le 23 août 1952 entre Souvret Forrière et Courcelles Centre puis le 15 octobre 1952 entre Courcelles Centre et Courcelles Trieu, elle est exploitée par deux lignes existantes prolongées depuis Souvret Forrière, la ligne 41 Charleroi Eden - Souvret Forrière et le service partiel 77 Fontaine-l'Évêque Rue de Leernes - Souvret Forrière de la ligne 79.

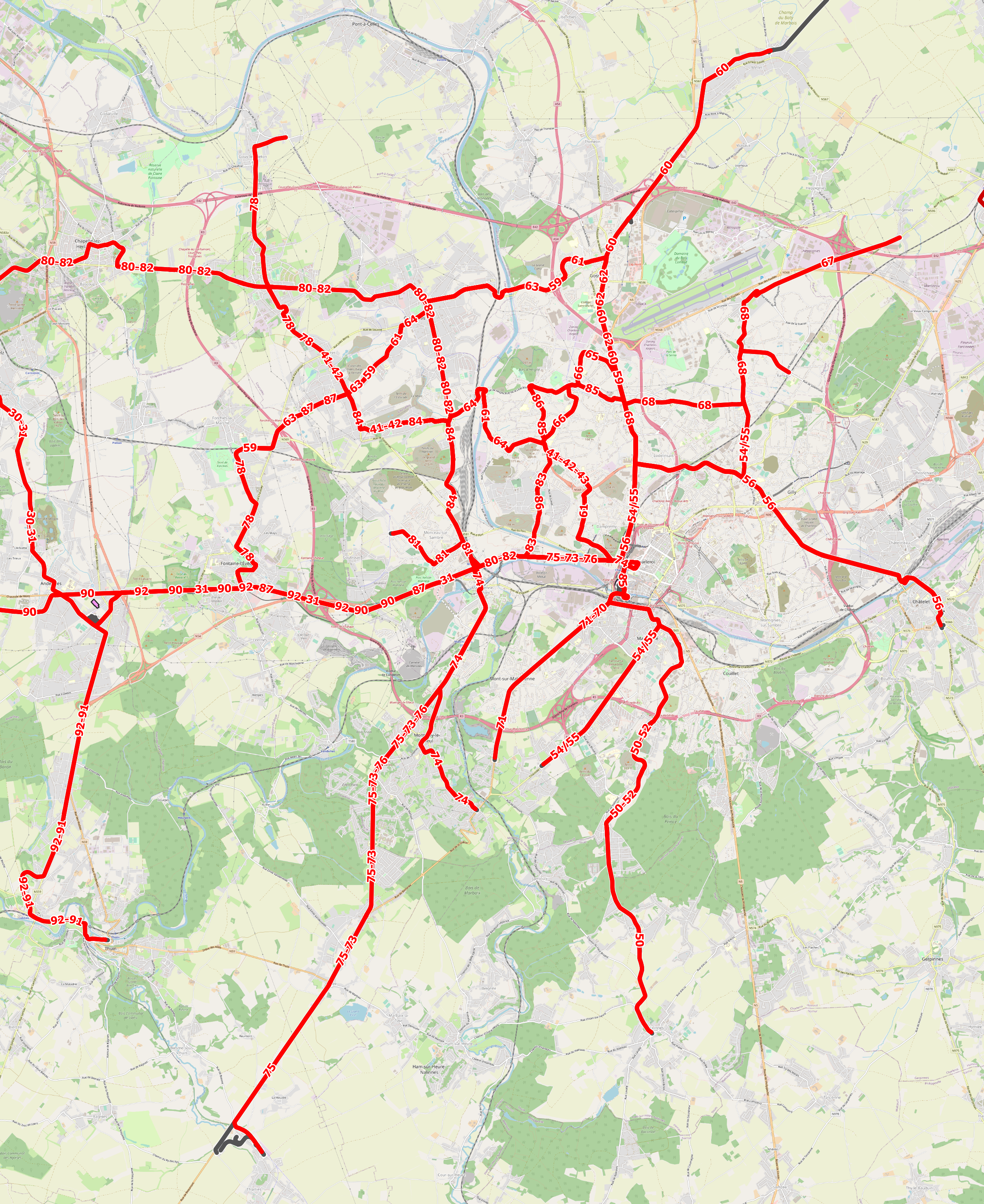
Plan du réseau au 17 janvier 1953.

À la suite de la mise en service de cette nouvelle section, la SNCV réorganise ses services autour de Souvret le 10 novembre 1952 et met en service deux nouvelles lignes empruntant cette nouvelle section :
- le service partiel 77 de la ligne 79 est supprimé;
- la ligne 41 perd son indice pour devenir 42 Charleroi Eden - Trazegnies Écoles;
- la ligne 61 Charleroi Sud - Courcelles Trieu devient 57/58 (57 vers Courcelles et 58 vers Charleroi);
- une nouvelle ligne est mise en service sous les indices 59/63 entre Charleroi Sud et Fontaine-l'Évêque Rue de Leernes (59 vers Charleroi et 63 vers Fontaine-l'Évêque) par l'itinéraire de l'ancienne ligne 61 devenue 57/58 entre Charleroi Sud et Courcelles Trieu, la nouvelle section mise en service la même année dont l'exploitation est reprise aux lignes 41 et 77 entre Courcelles Trieu et Souvret Forrière et la ligne 79 depuis ce point jusque Fontaine-l'Évêque Rue de Leernes.
- une seconde ligne en boucle est également mise en service sous les indices 41/61 entre Charleroi Eden et Charleroi Sud qui reprend l'itinéraire de la ligne 41 entre Charleroi Eden et Souvret Forrière puis l'itinéraire de la nouvelle ligne 59/63 par Courcelles jusque Charleroi Sud (41 depuis Charleroi Eden vers Charleroi Sud et inversement avec le 61). Très vite cependant, le 17 janvier 1953, l'indice 41 devient 64 et l'indice 41 est réemployé par la précédente ligne.

#### La ligne 67 Charleroi - Namur (1953-1958)
Dans la période de l'après-guerre, un projet est établi pour créer une liaison vicinale électrique entre Charleroi et Namur, faisant suite à un projet finalement abandonné qui prévoyait de relier les deux réseaux par Fosse-la-Ville, le projet prévoit de créer une liaison par les voies de la ligne 68 entre Charleroi Eden et Ransart Place, en créant une nouvelle section entre ce lieu et Fleurus Centre d'où la ligne doit emprunter les voies de la ligne 539/2 électrifiée pour le projet et les voies de la ligne 9 du réseau namurois entre le dépôt d'Onoz et la gare de Namur. Il existe un tracé plus direct entre Charleroi et Fleurus par la chaussée (N29) mais celle-ci est déjà empruntée par les tramways de la ligne 7 de la société privée des Tramways électriques du pays de Charleroi et extensions (TEPCE). Ces deux lignes partagent cependant la chaussée (N29) sur Fleurus entre la sortie du site propre de la ligne 67 depuis Wangenies et Fleurus Centre mais les voies sont néanmoins dissociées et propres à chaque compagnie.
| Infrastructure |                                                               |
|                | Dépôt, installation technique ou voyageurs (stations, gares). |
|                | Emprise en site indépendant.                                  |
|                | Emprise en tunnel.                                            |
|                | Pont en site indépendant.                                     |
|                | Voie de service ou de fret.                                   |
| Lignes         |                                                               |
|                | Ligne de la SNCV.                                             |
| 15(18)         | Ligne (service partiel, prolongé ou variante).                |

Les travaux terminés, le service électrique est mis en service le 17 mai 1953 sous l'indice 67 alors même que le réseau de Namur vient de supprimer ses dernières lignes électrique, un service 69 la renforçant entre Charleroi et Wanfercée-Baulet Monument. L'exploitation se fait notamment au moyen de rames homogènes de grande capacité type BLC mises en service en 1949.
La ligne va cependant très vite subir la politique de suppression qui a prévalu au début des années 1950 pour le réseau de Namur, le 7 février 1955, le réseau de Namur supprime le terminus de la gare de Namur qui est reporté rue du Vicinal (avenue des Croix du Feu) puis le 31 décembre 1958 la section Onoz - Namur est supprimée, la ligne va subsister entre Charleroi et Onoz puis Velaine à la suite de la suppression de la section Velaine - Onoz pour être totalement supprimée le 26 mai 1963 ne laissant que la ligne 68 entre Charleroi Eden et Ransart Place.

### Fermeture du réseau (1976-1993)

#### Mise en service du métro léger (1976)
Le 21 juin 1976, la première section du métro léger est inaugurée entre la gare de Charleroi Sud et la station Villette au-dessus de la Sambre, les trams continuent ensuite en viaduc jusqu'à la future station Ouest où les motrices rejoignent la rue du Grand Central et leur itinéraire classique. Cette section est parcourue par les lignes 57, 61/64, 62, 63, 65/66 et 85/86 qui voient leur terminus reporté de la prison à Charleroi Sud, les voies sur la rue du Grand Central continuent cependant d'être empruntées pour permettre l'accès au dépôt de Charleroi.

Plan de la section mise en service en 1976 et les lignes qui l'empruntent.

#### Suppression de la ligne 90 (1993)
En 1991, à la suite de la régionalisation, la SNCV est remplacée par deux sociétés régionales la Société régionale wallonne du transport (SRWT) sous la dénomination commerciale TEC en Wallonie et la Vlaamse Vervoermaatschappij (VVM) sous la dénomination commerciale De Lijn en Flandre. Les réseaux urbains des 2 régions sont également absorbés par les deux nouvelles sociétés. En région wallonne, cinq sociétés d'exploitation sont créées, exploitant pour le compte de la SRWT les différents réseaux wallons. L'ancien groupe du Hainaut est remplacé par deux sociétés d'exploitation, le TEC Hainaut pour les anciens réseaux du Centre, de Mons et Tournai et le TEC Charleroi pour l'ancien réseau de Charleroi. La ligne 90 étant isolée dans la région du Centre depuis la fermeture des lignes 30 et 80 le 31 octobre 1986, il est décidé de la supprimer et de la remplacer par une ligne d'autobus entre Anderlues et La Louvière et de maintenir l'exploitation ferrée entre Charleroi et Anderlues au sein du métro léger de Charleroi dont la mise totale en site propre est effective la même année entre Charleroi et Fontaîne-l'Évêque.
Le réseau du Hainaut manquant de véhicules et de personnel pour assurer le service de remplacement entre Anderlues et La Louvière, la suppression est repoussée d'une année et va être effective le 29 août 1993,.

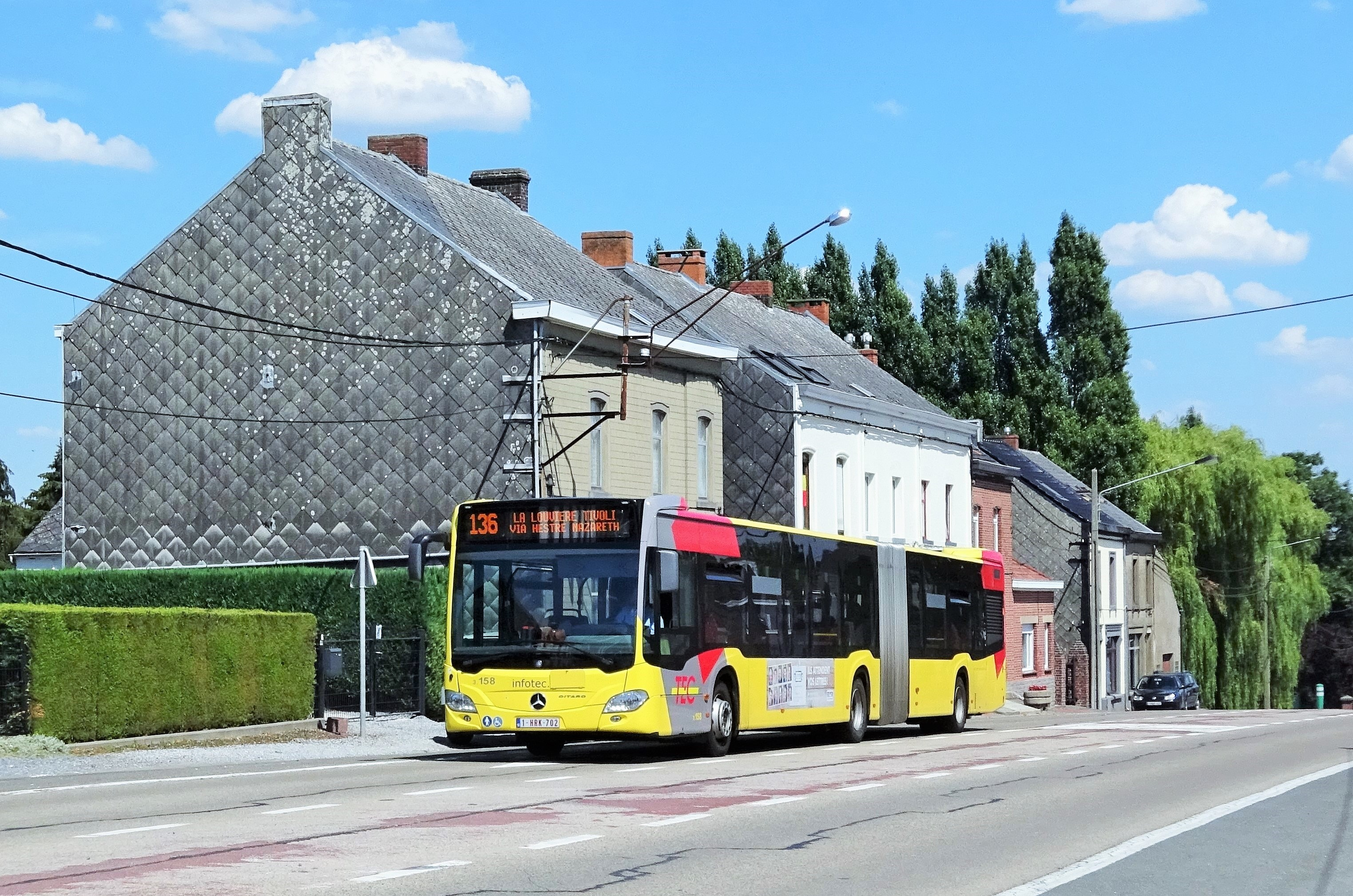
15 juillet 2018, autobus Mercedes-Benz Citaro G C2 sur la ligne 136 remplaçant la ligne 90 entre Anderlues et La Louvière.

## Lignes
Liste
- 41 Charleroi - Trazegnies ⚡ ;
- 47/87 Boucle de renfort de Souvret ⚡ ;
- 50 Charleroi - Nalinnes ⚡ ;
- 54 Charleroi - Mont-sur-Marchienne ⚡ ;
- 55 Charleroi - Ransart ⚡ ;
- 56 Charleroi - Châtelet ⚡ ;
- 57 Charleroi - Courcelles ⚡ ;
- 57 Châtelet - Ransart ⚡ ;
- 60 Charleroi - Mellet ⚡
- 61/64 Boucle de Souvret ⚡ ;
- 62 Charleroi - Gosselies ⚡ ;
- 63 Charleroi - Fontaine-l'Évêque ⚡ ;
- 65/66 seconde boucle de Jumet ⚡ ;
- 68 Charleroi - Ransart ⚡ ;
- 71 Charleroi - Mont-sur-Marchienne ⚡ ;
- 74 Charleroi - Montigny-le-Tilleul ⚡ ;
- 75 Charleroi - Thuillies ⚡ ;
- 78 Fontaine-l'Évêque - Trazegnies ⚡ ;
- 80 Charleroi - Maurage ⚡ ;
- 81 Charleroi - Goutroux ⚡ ;
- 83 Jumet - Marchienne-au-Pont ⚡ ;
- 84 Charleroi - Souvret ⚡ ;
- 85/86 première boucle de Jumet ⚡ ;
- 90 Charleroi - La Louvière ⚡ ;
- 92 Charleroi - Thuin ⚡.

Liaison avec d'autres réseaux
- Ligne 60 avec la ligne 324 à Gosselies Calvaire.

## Infrastructure

### Les voies sur Charleroi

1er janvier 1950
1983

### Dépôts
| Illustration | Nom        | Commune    | Localisation                | Lignes |
| ------------ | ---------- | ---------- | --------------------------- | ------ |
|              | Anderlues  | Anderlues  | 50° 24′ 04″ N, 4° 16′ 59″ E |        |
|              | Charleroi  | Charleroi  | 50° 24′ 29″ N, 4° 26′ 08″ E |        |
|              | Châtelet   | Châtelet   | 50° 24′ 09″ N, 4° 31′ 50″ E |        |
|              | Gosselies  | Gosselies  | 50° 28′ 34″ N, 4° 26′ 22″ E |        |
|              | Jumet      | Jumet      | 50° 27′ 05″ N, 4° 26′ 12″ E |        |
|              | Nalinnes   | Nalinnes   | 50° 19′ 37″ N, 4° 26′ 32″ E |        |
|              | Trazegnies | Trazegnies | 50° 27′ 21″ N, 4° 20′ 25″ E |        |

### Conduite et signalisation
Les lignes sont comme les autres lignes de tramway vicinal de la SNCV exploitées selon le principe de conduite à vue, les sections en voie unique respectant les ordres de marche (un train ne peut pénétrer sur une section en voie unique qu'à un horaire précis), ou grâce à un bâton-pilote (seul le possesseur peut pénétrer sur la section en voie unique).
Les sections en voie unique sur la section Anderlues - Thuin de la ligne 92 sont cependant exploitées sur le principe du bâton-pilote n'autorisant que le possesseur à circuler sur celle-ci. Ce système va être utilisé jusqu'en 1977 date à laquelle la section est équipée du système de signalisation lumineuse pour voie unique.
Avec l'électrification du réseau, un système de signalisation est installé sur les voies uniques.

Principe de fonctionnement de la signalisation pour voie unique.

Par ailleurs, la circulation sur les sections du métro léger à partir du 1976 amène les tramways des lignes concernées à être soumis à une conduite avec cantonnement et dispositif d'arrêt automatique des trains (DAAT) pour le contrôle de franchissement des signaux et le respect des vitesses autorisées. De ce fait, seules les motrices type S modifiées SM et SJ peuvent continuer à circuler.

## Matériel roulant

### Automotrices électriques
- BN LRV type 6100 ;
- Type BLC ;
- Type PCC ;
- Type S, SM et SJ ;
- Type Standard et Standard unidirectionnel.

### Remorques
- Type BLC ;
- Type S, SM ;
- Type Standard ;